# Storojevoie (Lípetsk)
|  | Per a altres significats, vegeu «Storojevoie». |

Storojevoie (en rus: Сторожевое) és un poble de l'óblast de Lípetsk, a Rússia, que el 2011 tenia 1.247 habitants. Pertany al districte rural d'Úsman.